# Catedral de Cristo Salvador (Fulda)
La catedral de Cristo Salvador  o catedral de Fulda (en alemán: Dom St. Salvator / Fuldaer Dom) es la antigua iglesia de la abadía de Fulda en Alemania y el lugar de sepultura de san Bonifacio. Desde 1752 ha sido también la catedral de la diócesis católica de Fulda, de la que los príncipe-abades de Fulda fueron hechos obispos. La abadía se disolvió en 1802, pero la diócesis y su catedral continuaron. Fue dedicada a Cristo el Salvador (latín: Salvator). La catedral constituye el punto más alto de la zona barroca de Fulda, y es un símbolo de la ciudad.
La catedral actual se encuentra en el sitio donde estaba la basílica Ratgar (una vez la basílica más grande al norte de los Alpes). La basílica de Ratgar fue demolida para dar paso a una nueva edificación barroca, cuya construcción se inició el 23 de abril de 1704, en parte, utilizando los cimientos de la basílica anterior. En 1707 se completó la estructura básica. El techo se terminó en 1708 y el interior en 1712. La nueva iglesia abacial fue dedicada el 15 de agosto de 1712.

Catedral de Cristo Salvador
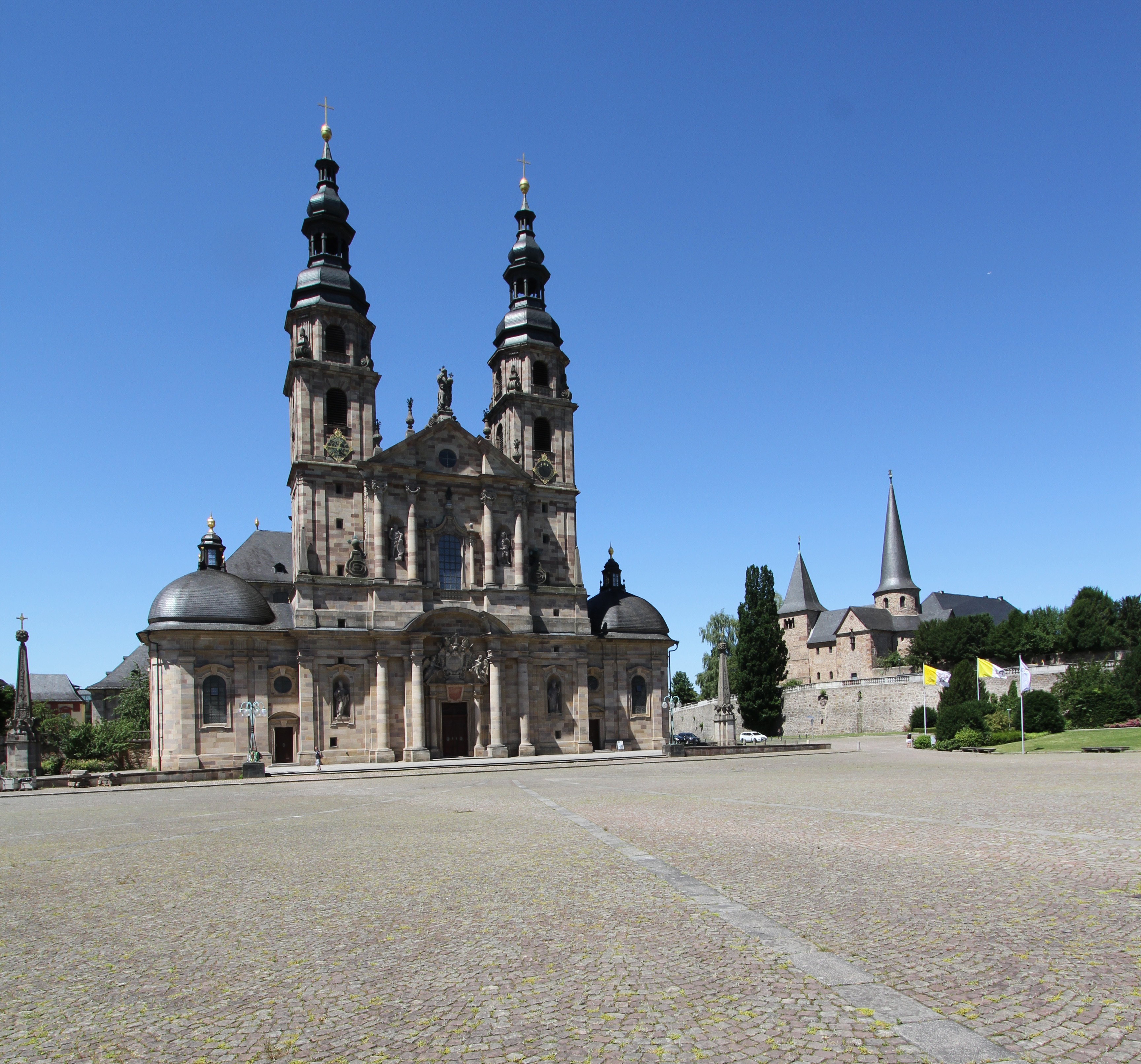
Catedral y Iglesia de San Miguel
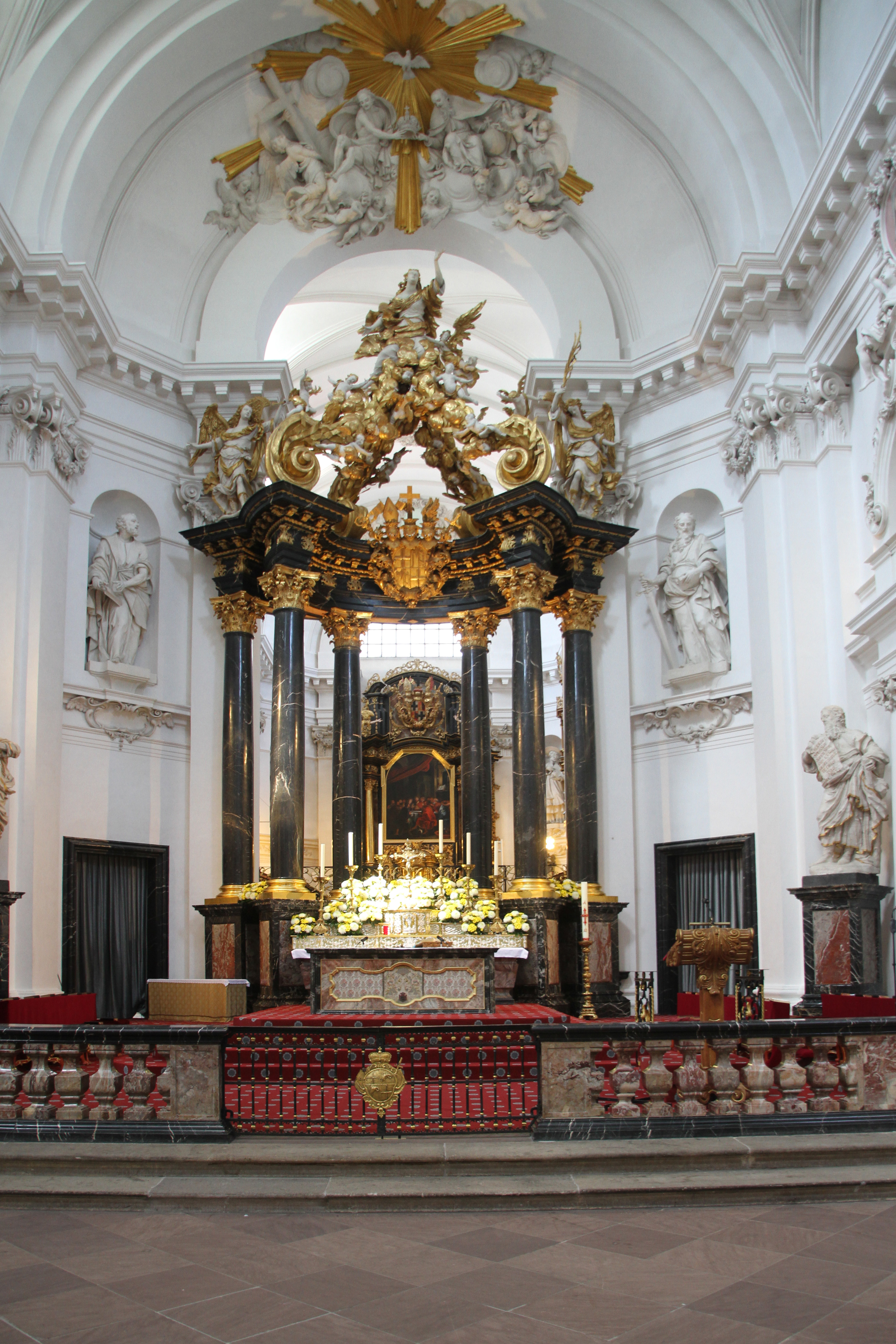
Altar mayor
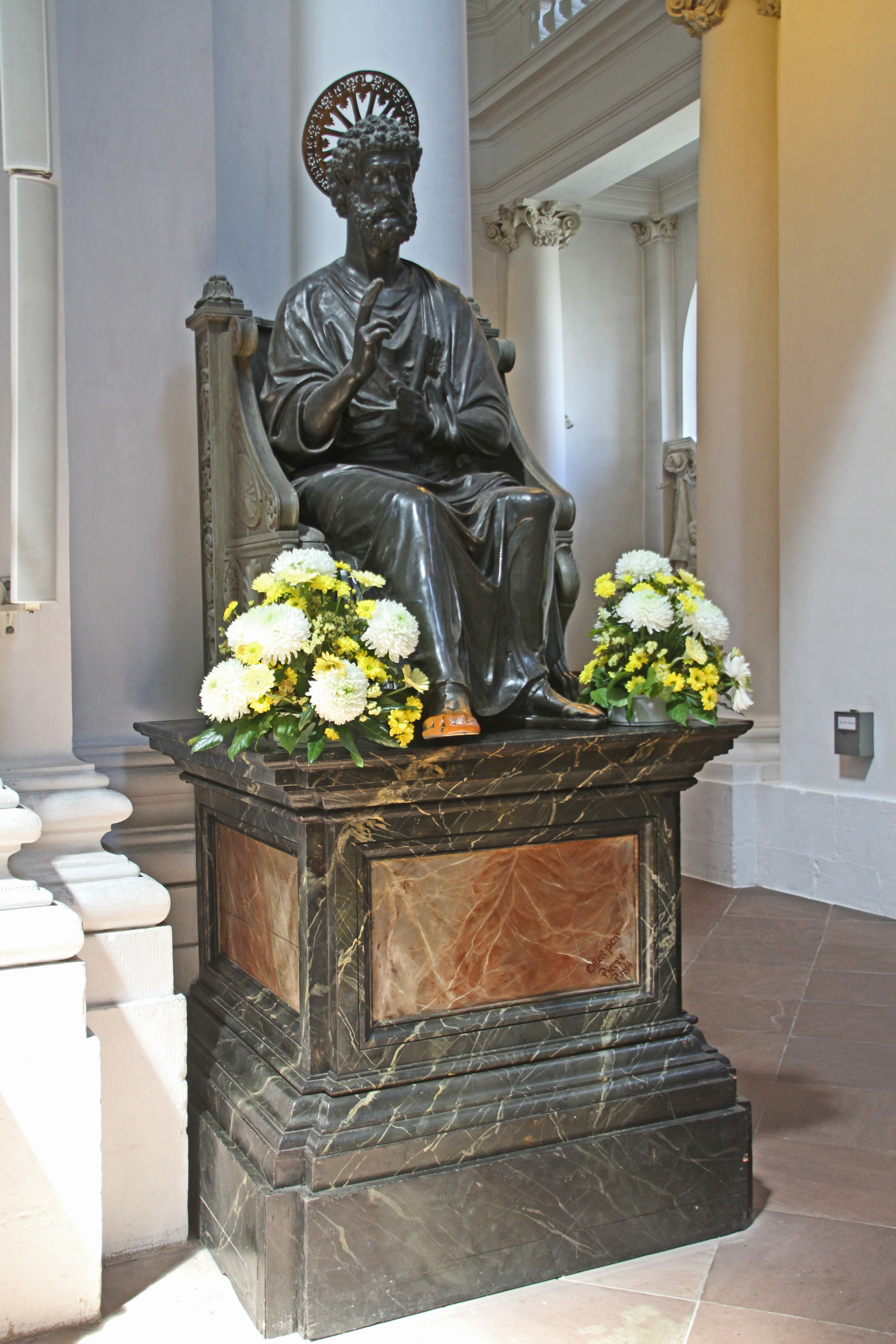
San Bonifacio
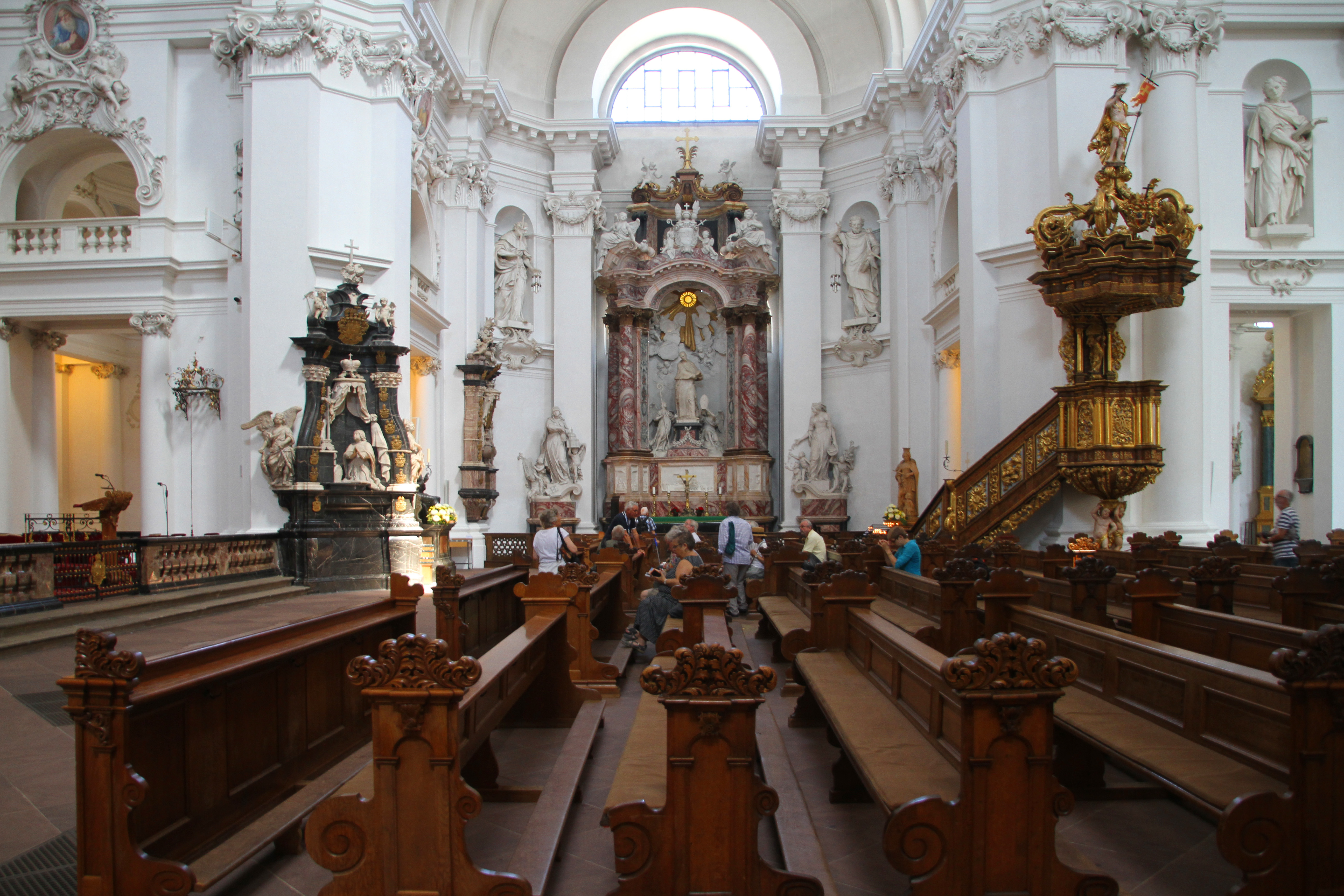
Transepto sur
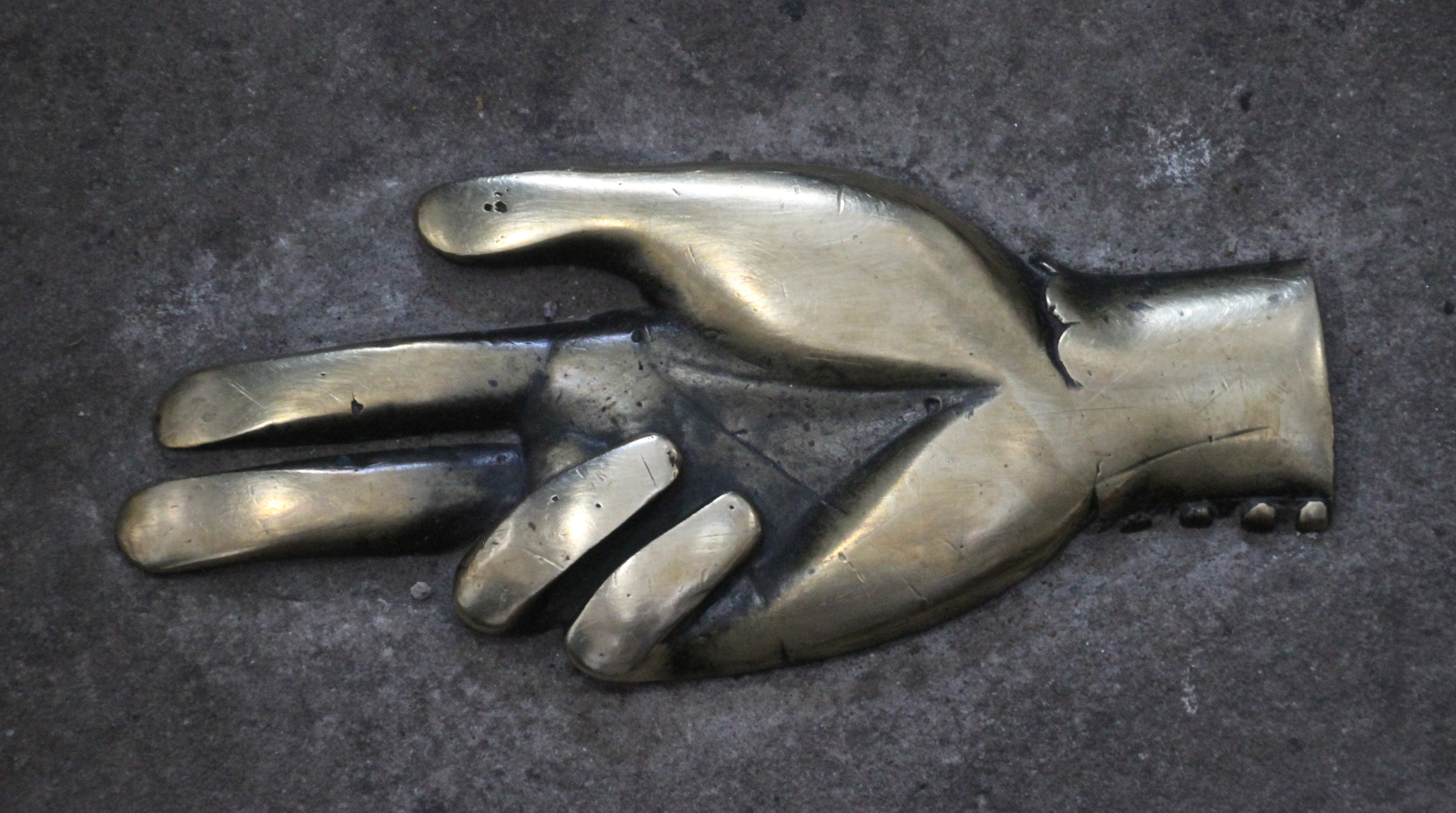
Mano de dios
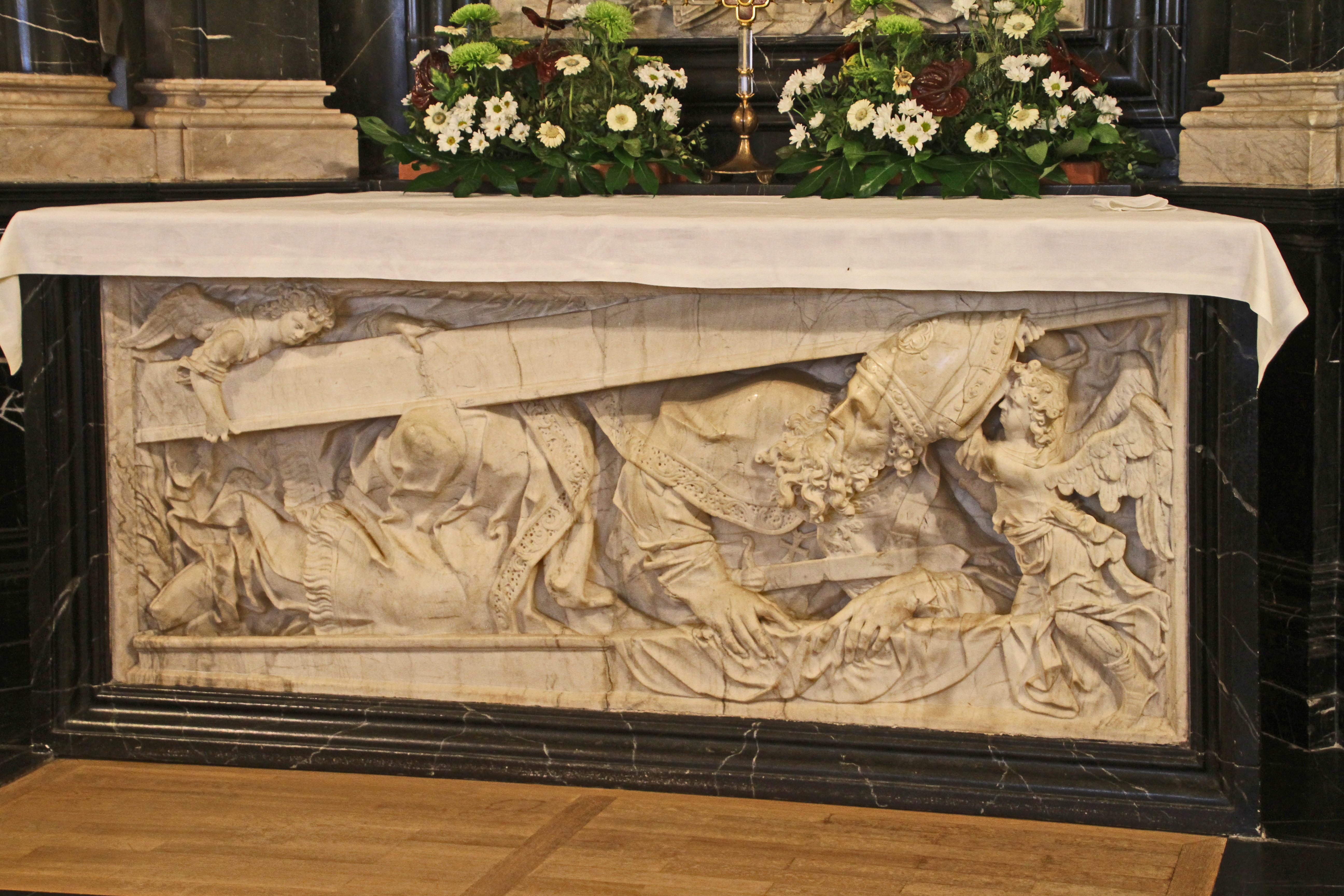
Tumba de San Bonifacio